# Gaby Bartel
Gaby Bartel (5 luglio 1953) è un'ex cestista tedesca.

## Carriera
Con la Germania Ovest ha disputato i Campionati europei del 1974.